# Officiant

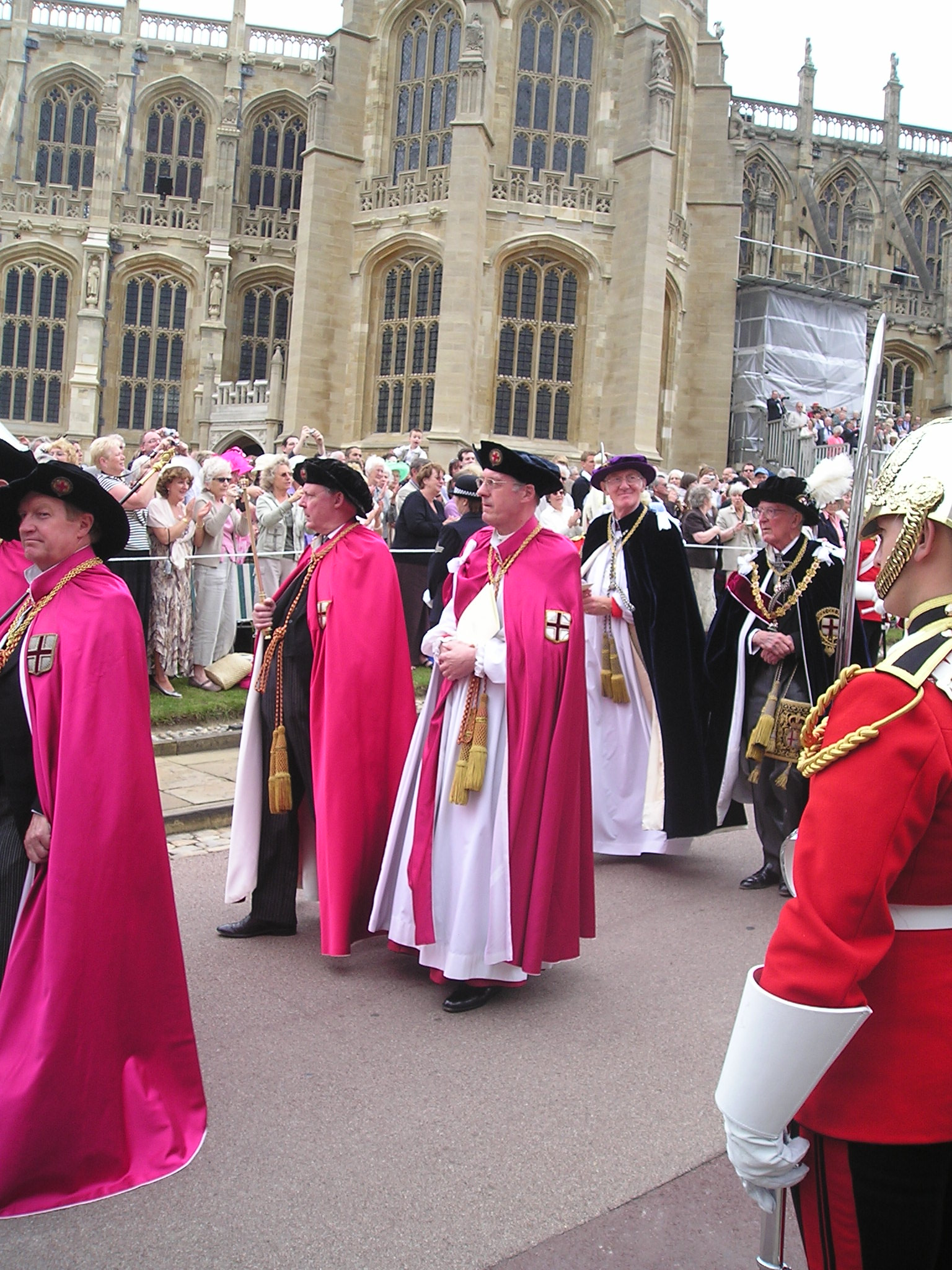
Officianter i Strumpebandsorden på väg från ordenskapitlet till kapitelgudstjänst

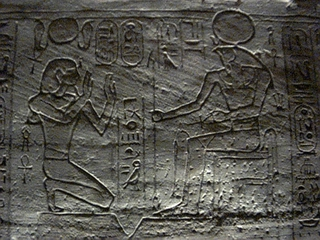
Egyptisk officiant

Officiant kallas en person som leder eller har en rituell funktion i olika ceremonier. 

## Religiösa eller borgerliga officianter
En officiant kan leda en religiös eller borgerlig ceremoni såsom namngivning, dop, konfirmation, vigsel och begravning. 

### Sverige
Om ceremonin sker enligt Svenska Kyrkans ordning är prästen officiant. Exempel på andra officianter är en frikyrkopastor om begravningen sker i frikyrklig ordning eller person från annat samfund eller religion. Även då ceremonin är icke religiös benämns ledaren Officiant. Vid icke religiösa ceremonier har det blivit vanligt att den på Förbundet Humanisternas initiativ framtagna Den svenska högtidsboken används som alternativ till psalmbok.
Borgerliga vigselförrättare utses av Länsstyrelsen. Mot bakgrund av ett utbrett intresse för att erhålla uppdrag som vigselförrättare har Länsstyrelsen, i avsikt att upprätthålla en väl avvägd balans mellan allmänhetens behov av förrättare och antalet förordnade sådana, utvecklat en restriktiv och konsekvent praxis. Länsstyrelsen tar härvid fasta på kommunernas initiativrätt och avslår således regelmässigt ansökningar som framställs på initiativ av privatpersoner.

## Officianter i ordenssammanhang
Många ordnar och ordenssällskap har officianter. Dessa är ofta medlemmar av ordens ledning och har ämbeten som kopplas till en viss titel. Exempel på sådana titlar är Strumpebandsordens sex officianter: the Prelate, the Chancellor, the Register, the Garter Principal King of Arms, the Usher och the Secretary (Prelaten, Kanslern, Heraldikern, Introduktören och Sekreteraren) .